# Junix
Junix é um género de libelinha da família Protoneuridae.
Este género contém as seguintes espécies:
- Junix elumbis